# Олег Майзенберг
Олег Йосифович Майзенберг (роден на 29 април 1945 г. в Одеса) е съветски и австрийски пианист и музикален педагог.

## Биография
Олег Майзенберг е роден през 1945 г. в Одеса, а няколко месеца след раждането му семейството се установява в Кишинев. Започва да се учи да свири на пиано на петгодишна възраст под ръководството на майка си Ада Арнолдовна Майзенберг. Учи в специалното музикално училище на името на Е. Кока в Кишинев при Евсей Соломонович Зак, след това в Молдавския държавен институт по изкуствата на името на Г. Музическу при Людмила Вениаминовна Ваверко. През 1966 – 1971 г. – в Музикално-педагогическия институт „Гнесин“ в Москва при Александър Йохелес. През 1971 – 1981 г. е солист на Московската филхармония. От 1981 г. живее във Виена.

## Семейство
Съпруга – Евгения Марковна Майзенберг (1947 – 2018), дъщеря на композитора Марк Григориевич Фрадкин.

## Преподавателска дейност
От 1985 до 1998 г. е професор по пиано във Висшето музикално училище в Щутгарт, а от 1998 г. е професор в Музикалния университет във Виена. Сред учениците му са Маркус Хинтерхаузер, Роланд Крюгер, Тил Фелнер.

## Признание и награди
Лауреат на Международния Шубертов конкурс. Почетен член на Wiener Konzerthaus Society (1995), носител на Австрийския почетен кръст I степен (2005).

## Дискография
| Студийни албуми                     | Студийни албуми  | Студийни албуми |
| Заглавие                            | Композитор       | От              |
| ----------------------------------- | ---------------- | --------------- |
| Дуэт Для Скрипки И Фортепиано       | Франц Шуберт     | 1973            |
| Соната № 1 Для Скрипки И Фортепиано | Сергей Прокофиев | 1975            |

## В България
Зала „България“ – Софийска филхармония със солист Олег Майзенберг – пиано и диригент Олег Пташников. В програмата: Сергей Рахманинов, Пьотър Чайковски (19 юни 2021).